# Eugeniu Gliga
Eugeniu Gliga (12 maggio 2001) è un calciatore moldavo, attaccante svincolato.

## Carriera

### Club
Cresciuto nello Sheriff Tiraspol, esordisce a livello professionistico proprio con la formazione della Transnistria, disputando nel 2020 due match di Coppa di Moldavia. Nello stesso anno arrivano anche le prime presenze nella prima divisione moldava. Due anni dopo arriva l'esordio nelle competizioni europee per club, con una presenza in Europa League e 2 presenze in Conference League.

### Nazionale
Ha giocato nelle nazionali giovanili moldave Under-17 ed Under-21.

## Palmarès

### Club

#### Competizioni nazionali
- Campionato moldavo: 1

Sheriff Tiraspol: 2020-2021
- Coppa di Moldavia: 1

Sheriff Tiraspol: 2022-2023